# Cangu
Cangu, Kanga en inglés, es un personaje ficticio en el popular cuento para niños Winnie the Pooh creado en 1926 por el autor A. A. Milne, haciendo su primera apariencia en el capítulo siete, titulado En que Cangu y el bebé Roo vienen al bosque, y Piglet tiene un baño. Así como la mayoría de los personajes en Winnie the Pooh, Kanga fue basada en un animal de peluche perteneciente a Christopher Robin Milne, siendo un canguro adulto de género femenino, lo cual hace de Cangu el único personaje de ese género en todo el cuento, del mismo modo, este personaje es el único en tener descendencia ya que, es madre de otro de los personajes del cuento, el canguro bebe Roo. 
De acuerdo con la historia, Cangu no es un personaje recurrente en el transcurso de la misma a diferencia de su hijo Roo, sin embargo, su relación con los demás habitantes del bosque de los cien acres es de amistad, más notable con Tigger, otro de los personajes del cuento, basado en un tigre de peluche.

## Perfil
Cangu es uno de los personajes adultos dentro de la historia, junto con Búho, Ígor y Conejo. Su apariencia es tal la de un canguro, con pelaje café obscuro y la parte del pecho y orejas internas en un color más rosado, al igual que su marsupio. A diferencia de su cría, Cangu no hace uso de ropa de manera constante o continua durante en la historia sin embargo en Winnie the Pooh and Christmas Too hace uso de lo que es una bufanda, abrigo y gorro.
En cuanto a personalidad, Cangu es descrita como uno de los personajes más amables, cariñosos, lindos, paciente y cuidadosos en todo el bosque de los cien acres, no solo con Roo, sino que, con todos los habitantes de dicho bosque, también es notable que, los diferentes personajes buscan de su ayuda y consejos cuando un problema surge en la historia. Es uno de los personajes más respetados del cuento, un ejemplo que lo demuestra es que, Tigger tiende a no rebotar enfrente de Cangu y referirse a ella de una forma muy respetuosa como Sra. Cangu.

## Versión de Disney
A lo largo de la filmografía de Winnie the Pooh de Disney, Cangu hace apariciones en diferentes de estas, sin embargo, así como en los libros, no son frecuentes y solo como personaje de fondo. Su primera aparición fue en la película de animación Winnie Pooh y el árbol de miel en 1966. Esta película es sobre los primeros capítulos del libro Winnie the Pooh, aquí Cangu es vista con su hijo, Roo, en donde ambos le dan flores al oso Pooh. Otras películas pertenecientes a la filmografía son las siguientes:
- Winnie the Pooh and the Hundred Agree Wood (1968)
- Winnie the Pooh and the Honey Tree (1966)
- Winnie the Pooh and Tiger Too (1974)
- The Many Adventures of Winnie the Pooh (1977)
- Winnie the Pooh Discovers the Seasons (1981)
- Winnie the Pooh and a Day for Eeyore (1983)
- Winnie the Pooh and Christmas Too (1991)
- Boo to you Too! Winnie the Pooh (1996)
- Pooh’s Grand Adventure: The Search for Christopher Robin (1997)
- A Winnie the Pooh Thanksgiving (1998)
- Winnie the Pooh: A Valentine for You (1999)
- Winnie the Pooh: Season of Giving (1999)
- The Tigger Movie (2000)
- A Very Merry Pooh Year (2002)
- La gran película de Piglet (2003)
- Spring Time with Roo (2004)
- Pooh's Heffalump Movie (2005)
- Pooh's Heffalump Halloween Movie (2005)
- Winnie the Pooh (2011)
- Goodbye Christopher Robin (2017)
- Christopher Robin (2018)

## Análisis psicológico
A pesar de que, el personaje ha sido asociado con los libros infantiles, por lo que se han realizado análisis psicológicos en estos debido a las características y aptitudes que poseen. Donde se han presentado teorías sobre estas mismas, dando como resultado que, los personajes representan algunos trastornos psicológicos, como OCD, ADHD, GAD entre otros.
Cangu en este caso, representa el desorden de ansiedad social. Esto debido a la forma en que no deja que su hijo Roo se aleje de su cuidado o, dejarlo tomar sus propias decisiones además de que, expresa su temor al que su hijo no esté a salvo o ser sobreprotectora del mismo.